# Philipp Karcher
Philipp Heinrich Karcher (* 1. August 1837 in Kaiserslautern; † 10. Januar 1894 in Frankenthal) war ein deutscher Unternehmer, dessen soziale Innovationen eng mit seinem Wirkungsort Frankenthal im heutigen Bundesland Rheinland-Pfalz verknüpft sind.

## Familie
Karcher war der zweitälteste Sohn des Kaiserslauterer Kaufmanns Franz Daniel Karcher (1806–1862) und dessen Ehefrau Katharina Benzino (1816–1886). 1865 heiratete er Wilhelmina Paulina Henel (1846–1925) aus Bad Dürkheim, die später als Mina Karcher bekannt wurde. Beider Sohn Franz Karl Karcher (1867–1915) übernahm später im elterlichen Unternehmen einen Teil der Funktionen des Vaters.

## Ausbildung und Beruf
Karcher besuchte in Kaiserslautern die Volksschule und wechselte – nach dem Umzug seiner Eltern nach Frankenthal – auf das dortige Progymnasium. Anschließend studierte er in Karlsruhe an der Technischen Hochschule, wo er Mitglied des Corps Bavaria wurde. 1856 begann er seine praktische Ausbildung in der Rohrzuckerfabrik Kalbe, ein Jahr später erfolgte der Wechsel nach Frankreich zur Zuckerfabrik Lille.
Karchers Vater sowie dessen Bruder Carl Heinrich Karcher (1808–1875), der Gründer von Raab Karcher, hatten in den 1840er Jahren eine Frankenthaler Fabrik übernommen, die Zuckerrüben verarbeitete und eine kleine Raffinerie betrieb. In dieses Unternehmen, das damals den Namen F. und C. Karcher trug, trat Philipp Karcher 1859 ein. Als er schließlich 1873 die Leitung übernahm, wandelte er das Familienunternehmen in die Aktiengesellschaft Zuckerfabrik Frankenthal um, deren steiler Aufstieg zur zeitweise größten Raffinerie Deutschlands damit begann. Sie war das Ursprungsunternehmen des heutigen Südzucker-Konzerns.
Daneben war er Mitglied im Verwaltungsrat der Ultramarinfabrik Karcher & Wilkens in Kaiserslautern, Vorstandsmitglied der Düngerfabrik Kaiserslautern und Mitglied im Ausschuss des Vereins für die Zuckerindustrie des Deutschen Reiches.

## Soziale Verdienste
Karchers Wahlspruch war: „Wer die eigene Pflicht erfüllt, die Rechte anderer achtet, dem Nächsten hilft, der fördert Glück und Zufriedenheit in der menschlichen Gesellschaft.“ Deshalb setzte er sich für die Gleichwertigkeit von Kapital und Arbeit ein und rief – zusammen mit seiner Ehefrau – zahlreiche soziale Projekte ins Leben. Er förderte Schulen, Feuerwehr, Pensionskassen für Witwen und Waisen und gründete einen betriebseigenen Kindergarten sowie Arbeitersiedlungen zu erschwinglichem Mietzins.

## Ehrungen in Frankenthal
- Philipp-Karcher-Denkmal mit einer von den Arbeitern der Zuckerfabrik gestifteten und 1902 von Ernst Hischen, München, bei der H. Gladenbeck & Sohn AG, Berlin-Friedrichshagen, gegossenen Porträtbüste (heutiger Standort: Stephan-Cosacchi-Platz vor dem restaurierten Hauptgebäude der Zuckerfabrik)
- Philipp-Karcher-Straße in der Nähe der Zuckerfabrik
- Mina-Karcher-Platz (nach der Ehefrau) in der Nähe der Zuckerfabrik
- Philipp-Karcher-Haus, seit 2007 Kunsthaus Frankenthal, im historischen Gebäude des Kindergartens der Zuckerfabrik (2003 Beschluss des Stadtrates, 2006 Beginn von Sanierung und Umbau, 2007 Einweihung)

| Personendaten    | Personendaten                                  |
| ---------------- | ---------------------------------------------- |
| NAME             | Karcher, Philipp                               |
| ALTERNATIVNAMEN  | Karcher, Philipp Heinrich (vollständiger Name) |
| KURZBESCHREIBUNG | deutscher Unternehmer                          |
| GEBURTSDATUM     | 1. August 1837                                 |
| GEBURTSORT       | Kaiserslautern                                 |
| STERBEDATUM      | 10. Januar 1894                                |
| STERBEORT        | Frankenthal                                    |